# San Giacomo Filippo
San Giacomo Filippo (lombardul: San Giacum) település Olaszországban, Sondrio megyében. Lakosainak száma 364 fő (2023. január 1.). San Giacomo Filippo Chiavenna, Gordona, Mese, Piuro, Campodolcino, Mesocco és Soazza községekkel határos.

## Népesség
A település népességének változása:

| 2018 | 349 |
| 2023 | 364 |